# لاپرسدورف
لاپرسدورف (به آلمانی: Lappersdorf) یک شهر در آلمان است که در بایرن واقع شده‌است.

## خصوصیات
لاپرسدورف ۳۱٫۶۶ کیلومترمربع مساحت دارد ۳۴۱ متر بالاتر از سطح دریا واقع شده‌است.